# Roxana Gatzel
Roxana Gatzel (tidligere Han: født 28. maj 1980 i Constanța, Rumænien) er en kvindelig rumænsk håndboldspiller som spiller for CS Măgura Cisnădie og tidligere Rumæniens kvindehåndboldlandshold.
Hun har tidligere optrådt for HC Zalău, SCM Râmnicu Vâlcea og SCM Craiova